# 京都府立桂高等学校
京都府立桂高等学校（きょうとふりつ かつらこうとうがっこう）は、京都市西京区川島松ノ木本町にある府立の高等学校。

## 設置学科
- 普通科
- 植物クリエイト科（農業に関する学科）
- 園芸ビジネス科（農業に関する学科）

## 沿革
- 1948年（昭和23年） - 高校三原則にはかり、当時の京都府立京都第五中学校と京都府立向陽農業学校が一緒になり、京都府立桂高等学校として創立された。普通科・農業専門学科の併置校。
- 1964年（昭和39年）4月7日 - 桂高校分校舎が乙訓高校として独立開校。
- 1990年代後半 - 制服を導入[1]。

## 校歌
- 佐野孝雄作詞／堀口謹治作曲

## 受賞歴
- 2004年（平成16年） - 神奈川県で開催の第55回日本学校農業クラブ連盟全国大会農業鑑定競技会において最優秀賞を受賞。
- 2006年（平成18年） - 草花クラブの活動「「小さな"Case"の大きな可能性～究極の水循環で90億人の食を守る～」が日本河川協会の日本ストックホルム青少年水大賞においてグランプリを受賞し、同年8月19日に開催された国際賞「ストックホルム青少年水大賞」では準グランプリを受賞[2]。
- 2009年（平成21年） - 上記の受賞により9月14日、京都府から京都府創造者賞<未来への飛翔部門>を受賞。
- 2010年（平成22年） - ごはんDE笑顔プロジェクト選手権全国大会において優勝。
- 2012年（平成24年） - 「ご当地！絶品うまいもん甲子園」で、当高校の「えー！びっくり！京の海老芋三兄弟」が農林水産大臣賞を受賞[3]。

## 課外活動
- 若草山においてノシバの再生、踏圧に強い瓦再生材土壌の敷詰。

## 関係者

### 出身者
政治・行政
- 小田豊 - 前京都府長岡京市長
- 安田守 - 京都府向日市長
- 細川恒 - 元通商産業省通産審議官
- 松本恒雄 - 内閣府消費者委員会初代委員長、国民生活センター理事長、一橋大学名誉教授
- 堀江貞之 - 年金積立金管理運用独立行政法人運用委員長代理、野村総合研究所研究員

経済
- 友野宏 - 元新日鐵住金社長
- 澤田純 - 元NTT社長

学界
- 須田稔 - 立命館大学名誉教授
- 小田垣孝 - 九州大学名誉教授
- 杉本大一郎 - 東京大学名誉教授

芸術・文芸
- 菅浩江 - SF作家
- 綾辻行人 - 小説家
- 二階健 - 映像作家

芸能・メディア
- 小杉竜一 - お笑い芸人（ブラックマヨネーズ）
- 木村寿伸 - KBS京都アナウンサー
- 為則英司 - オセロ選手（世界選手権優勝7回）

スポーツ
- 飯島希望 - 陸上競技選手（佛教大学卒、元積水化学）
- 森唯我 - 陸上競技選手（佛教大学卒、元ヤマダ電機、元佛教大学陸上競技部コーチ）
- 竹上千咲 - 陸上競技選手（佛教大学卒、元ダイハツ工業）
- 和田功 - 元プロ野球選手（毎日・大毎・大阪）
- 金星根 - 韓国プロ野球コーチ・監督（OB・ヘテ・サンバンウル・LG・SK・高陽・ハンファ）、日本プロ野球コーチ（ロッテ）
- 渡邉将基 - サッカー選手（横浜FC所属）
- 櫛田一斗 - サッカー選手（いわてグルージャ盛岡所属）

## 脚註
1. ↑  “鴨沂高、制服導入へ　来春から”.  京都新聞 (2012年12月7日). 2012年12月8日閲覧。
2. ↑  2006年ストックホルム青少年水大賞（SJWP）国際コンテストにおいて、参加２９ヶ国の中から京都府立桂高等学校が、みごと準グランプリを受賞しました。 日本河川協会
3. ↑  京都の桂高に農水大臣賞（福島民報電子版2012年11月03日12:24配信記事(配信日に閲覧)）